# Adlešiči
Adlešiči is een plaats in Slovenië en maakt deel uit van de gemeente Črnomelj in de NUTS-3-regio Jugovzhodna Slovenija. De plaats telt 108 inwoners (1 januari 2020) en ligt in het zuidoosten van het land direct aan de grens met Kroatië. De grens wordt hier gevormd door de rivier de Kupa, waarbij de plaats op de linkeroever ligt.
Door de plaats loopt de R660.
Midden in het dorp staat de kerk met de daar omheen gelegen begraafplaats. Deze is gewijd aan Sint-Nicolaas. De kerk wordt voor het eerst in geschriften vermeld in 1334, maar kreeg in de tweede helft van de 18e eeuw een barokke stijl.

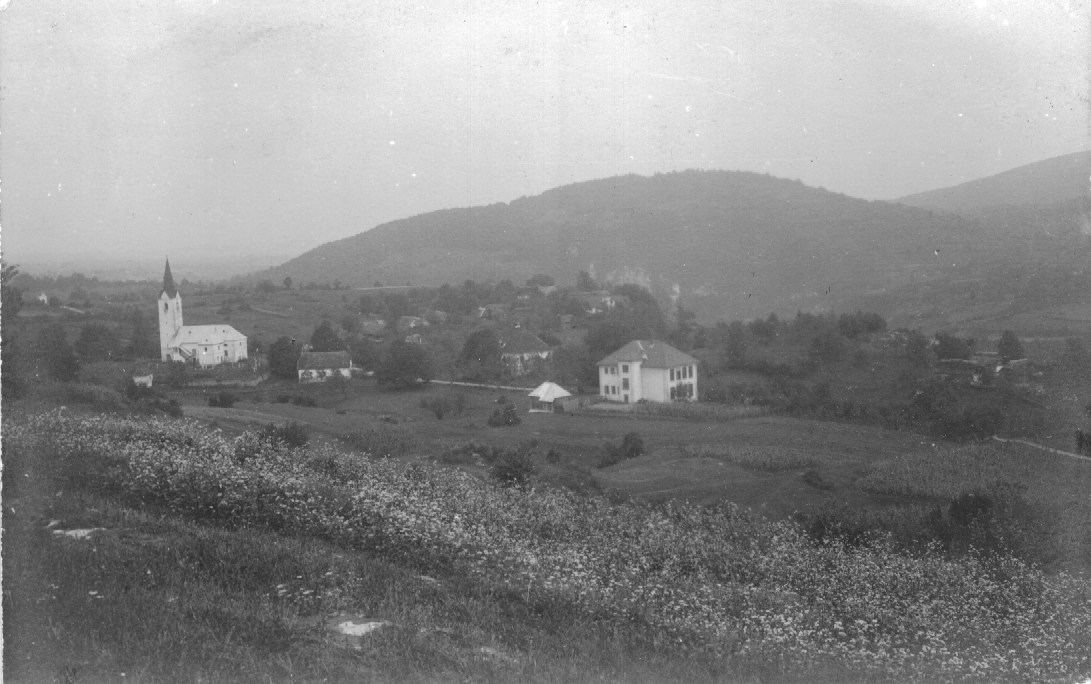
Een panorama van Adlešiči rond 1920.

Adlešiči · Balkovci · Bedenj · Belčji Vrh · Bistrica · Blatnik pri Črnomlju · Bojanci · Brdarci · Breg pri Sinjem Vrhu · Breznik · Butoraj · Cerkvišče · Dalnje Njive · Damelj · Dečina · Desinec · Deskova vas · Dobliče · Doblička Gora · Dolenja Podgora · Dolenja vas pri Črnomlju · Dolenjci · Dolenji Radenci · Dolenji Suhor pri Vinici · Dolnja Paka · Draga pri Sinjem Vrhu · Dragatuš · Dragovanja vas · Dragoši · Drenovec · Drežnik · Črešnjevec pri Dragatušu · Čudno selo · Fučkovci · Golek pri Vinici · Golek · Gorenja Podgora · Gorenjci pri Adlešičih · Gorenji Radenci · Gorica · Gornja Paka · Gornji Suhor pri Vinici · Griblje · Grič pri Dobličah · Hrast pri Vinici · Jankoviči · Jelševnik · Jerneja vas · Kanižarica · Knežina · Kot ob Kolpi · Kovača vas · Kovačji Grad · Kvasica · Lokve · Mala Lahinja · Mala sela · Mali Nerajec · Marindol · Mavrlen · Mihelja vas · Miklarji · Miliči · Močile · Naklo · Nova Lipa · Obrh pri Dragatušu · Ogulin · Otovec · Paunoviči · Perudina · Petrova vas · Pobrežje · Podklanec · Podlog · Prelesje · Preloka · Pribinci · Purga · Pusti Gradec · Rodine · Rožanec · Rožič Vrh · Ručetna vas · Sečje selo · Sela pri Dragatušu · Sela pri Otovcu · Sinji Vrh · Sodevci · Srednji Radenci · Stara Lipa · Stari trg ob Kolpi · Stražnji Vrh · Svibnik · Šipek · Špeharji · Talčji Vrh · Tanča Gora · Tribuče · Tušev Dol · Učakovci · Velika Lahinja · Velika sela · Veliki Nerajec · Vinica · Vojna vas · Vranoviči · Vrhovci · Vukovci · Zagozdac · Zajčji Vrh · Zapudje · Zastava · Zilje · Zorenci · Žuniči